# Stara Emetivka
Antigua Emetivka  (ucraniano: Стара Еметівка) es una localidad del Raión de Odesa en el Óblast de Odesa de Ucrania. Según el censo de 2001, tiene una población de 59 habitantes.